# 阿洛伊斯·穆纳
阿洛伊斯·穆纳（捷克語：Alois Muna，1886年2月23日—1943年8月2日），捷克斯洛伐克共产党领导人之一，捷克斯洛伐克共产党中央总书记。